# Австрийско-израильские отношения
Австрийско-израильские отношения — двусторонние дипломатические отношения между Австрией и Израилем.

## История отношений
Австрия признала независимость Израиля 5 марта 1949 года. Австрия имеет посольство в Тель-Авиве и 3 почетных консульства (в Эйлате, Хайфе и Иерусалиме) , а Израиль имеет посольство в Вене. Обе страны являются членами Средиземноморского союза.
В 2000 году, после того, как правая партия свободы во главе Йорга Хайдера вошла в коалицию правительства, Израиль отозвал своего посла. После переговоров в Иерусалиме с министром иностранных дел Австрии Бенитой Ферреро-Вальднер, в 2003 году, отношения были восстановлены. Посол Израиля в Австрии — Авраам Толедо.
В марте 2018 года Юрген Михаэль Клеппих, атташе австрийского посольства в Израиле сфотографировался в футболке с названием дивизии СС «Фрундсберг» и надписью «Обороняй свою землю». После того, как снимок попал в СМИ, глава австрийского МИДа Карин Кнайсль отозвала дипломата в Вену для дачи объяснений.
В начале мая 2018 года стало известно о том, что канцлер Австрии Себастьян Курц посетит Израиль с государственным визитом. До этого он дважды посещал еврейское государство в должности министра иностранных дел.
В июне 2018 года новоизбранный канцлер Австрии Себастьян Курц стал вторым в истории главой государства (после президента США Дональда Трампа), посетившим Стену Плача в Иерусалиме в рамках официального визита в Израиль. Согласно официальной политике ЕС Храмовая гора рассматривается как часть оккупированных территорий и политики воздерживаются от визитов туда. Кроме того, канцлер Курц также посетил мемориал Катастрофы «Яд ва-Шем» и подписал договор, открывающий доступ в австрийские архивы для работников мемориала. В визите также принял участие австрийский министр просвещения Хайнц Фассман, который также подписал договор о сотрудничестве с музеем.
В ноябре 2018 года Израиль подвергся массированному ракетному обстрелу из Сектора Газа. В ответ были обстреляны позиции боевиков ХАМАС в секторе. При эскалации конфликта Австрия поддержала Израиль: канцлер Курц опубликовал заявление в Твиттере о необходимости полного прекращения огня обеими сторонами, а также о поддержки Австрией еврейского государства. 20-21 ноября в Австрии должен состояться форум, посвящённый борьбе с антисемитизмом и антисионизмом, на который приглашён глава израильского правительства Биньямин Нетаньяху. Форум приурочен к 70-й годовщине Хрустальной ночи. Депутат австрийского парламента от правящей партии Мартин Энгельберг также заявил, что форум будет посвящён и теме борьбы с бойкотом Израиля. Тем не менее, из-за ситуации в области безопасности на юге страны, а также кризиса политической системы (после отставки министра обороны Либермана), премьер-министр Биньямин Нетаньяху отменил своё участие в конференции.
В феврале 2019 года Израиль посетил австрийский президент Александр Ван дер Беллен с официальным визитом. Его израильский коллега Реувен Ривлин устроил государственный приём в его честь. Была также проведена двусторонняя встреча, на которой обсуждалось укрепление сотрудничества между странами и ситуация в ближневосточном регионе.
В марте 2019 года Австрия (в лице федерального канцлера Себастьяна Курца) совместно с Великобританией, Данией и Австралией заявила, что будет голосовать против всех осуждающих Израиль резолюций, рассматриваемых в рамках 7-й части повестки дня Совета ООН по правам человека.
В феврале 2020 года австрийский парламент единогласно поддержал резолюцию, осуждающую все формы антисемитизма, включая ненависть к Израилю, а также движение BDS, ратующее за бойкот еврейского государства. Автором резолюции выступил австрийский канцлер Себастьян Курц.
В июле 2022 года австрийский канцлер Карл Нехаммер посетил Израиль. Он встретился с главой правительства Яиром Лапидом. Стороны подписали соглашение о всеобъемлющем стратегическом партнерстве.

## Сотрудничество

### Здравоохранение
В конце декабря по инициативе австрийского канцлера Себастьяна Курца состоялась видеоконференция, в ходе которой австрийские медики изучали опыт израильских коллег по массовой вакцинации населения во время пандемии COVID-19. Во встрече принимали участие представители Совета национальной безопасности и министерства здравоохранения Израиля.

## Послы

### Израиля в Австрии
- Талья Ладор-Фрешер (с 2015 года)
- Цви Хейфец (2013—2015)
- Авив Шир-Он[англ.]

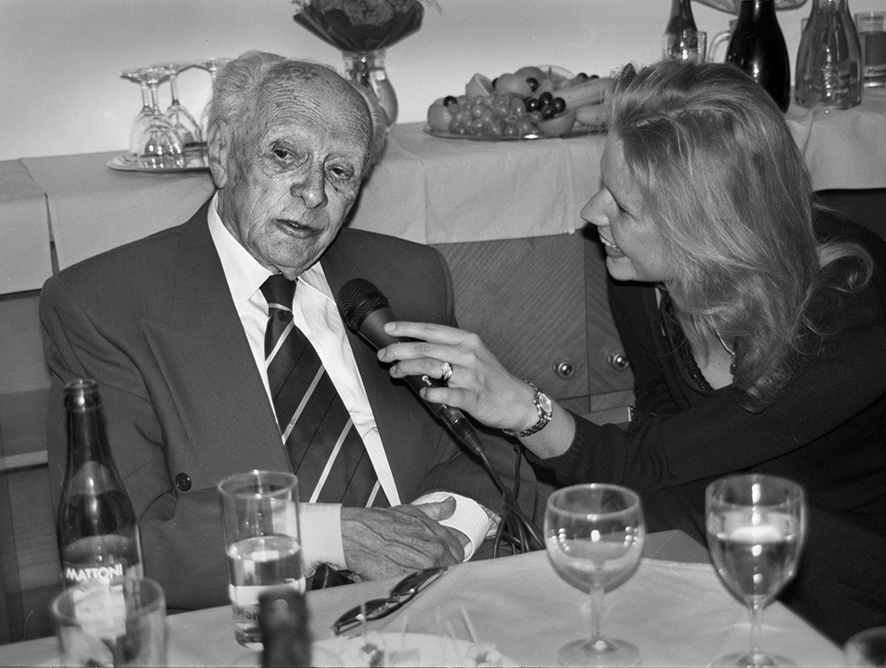
Доктор Авигдор Даган (урожд. Виктор Фишл) — первый посол Израиля в Австрии

- Дан Ашбель (март 2005 — октябрь 2009)
- Натан Пелед (1960—1963)
- Авигдор Даган[англ.] (1959) — первый посол Израиля в Австрии